# Luther Johnson
Ne doit pas être confondu avec Luther Johnson Jr..
Pour les articles homonymes, voir Luther Johnson Jr. et Johnson.
Lucius Brinson Johnson dit Luther Johnson est un chanteur et guitariste américain de blues, né à Davisboro, Géorgie, le 30 août 1934, ou 1941, mort à Chicago, Illinois, le 18 mars 1976. Son style musical se rapproche de celui de John Lee Hooker.

## Biographie
Guitariste de Muddy Waters de 1967 à 1970, il fondera ensuite son propre orchestre.
En 1972 et en 1975, il viendra en France dans le cadre des tournées du Chicago Blues Festival.

## Discographie
| Année | Titre                        | Label                | Notes                           |
| ----- | ---------------------------- | -------------------- | ------------------------------- |
| 1966  | Live at Cafe Au Go Go        | BluesWay             | avec John Lee Hooker            |
| 1966  | The Blues Is Where It's At   | BluesWay             | avec Otis Spann                 |
| 1967  | The Bottom of the Blues      | BluesWay             | avec Otis Spann                 |
| 1968  | Cryin' Time                  | Vanguard             | avec Otis Spann                 |
| 1969  | Come On Home                 | Douglas Music        |                                 |
| 1969  | The Muddy Waters Blues Band  | Transatlantic        | avec le Muddy Waters Blues Band |
| 1972  | Born in Georgia              | Black & Blue         |                                 |
| 1974  | Chicken Shack                | Muse                 | avec le Muddy Waters Blues Band |
| 1975  | Lonesome in My Bedroom       | Evidence             |                                 |
| 1976  | Get Down to the Nitty Gritty | New Rose Records     |                                 |
| 1992  | They Call Me the Snake       | New Rose Records     |                                 |
| 2002  | They Call Me the Popcorn Man | Black & Blue Records |                                 |

,